# كريستين والاس
كريستين والاس (بالإنجليزية: Christine Wallace)‏ هي صحفية أسترالية، ولدت في 1960.